# Malý Lipník
Malý Lipník é um município da Eslováquia, situado no distrito de Stará Ľubovňa, na região de Prešov. Tem 13,77 km² de área e sua população em 2018 foi estimada em 456 habitantes.

## Demografia
| Ano:        | 1994 | 2004   | 2014   | 2024   |
| ----------- | ---- | ------ | ------ | ------ |
| Broj ljudi: | 480  | 458    | 454    | 484    |
| Razlika:    |      | -4,58% | -0,87% | +6,60% |

| Ano:               | 2023 | 2024   |
| ------------------ | ---- | ------ |
| Número de pessoas: | 467  | 484    |
| Diferença:         |      | +3,64% |